# Schwarzenberg (Sasko)
Schwarzenberg (oficiálně Schwarzenberg/Erzgebirge) je velké okresní město v německé spolkové zemi Sasko. Nachází se v zemském okrese Krušné hory a má přibližně 16 tisíc obyvatel. 

## Historie
První zmínka o městě pochází z roku 1282, v souvislosti se zdejším hradem, odhaduje se však, že tento hrad vznikl již kolem r. 1150. Okolo něj vzniklo malé město, jež žilo z místní těžby kovových rud.
V 16. století byl zdejší hrad přestavěn na kurfiřtský lovecký zámek. Tento zámek se také stal sídlem kurfiřtských úřadů, zejména horního úřadu.
V 19. století a na začátku 20. století zaznamenalo město značný rozvoj průmyslu, ten však byl značně postižen hospodářskou krizí 30. let.
Specifická situace zavládla ve Schwarzenbergu a v okolí v květnu 1945. Po bezpodmínečné kapitulaci Třetí říše nebylo město z dodnes nevyjasněných důvodů, nejspíše z nejasností ve výkladu dohod o průběhu demarkační linie, obsazeno vojsky žádné vítězné mocnosti. 11. května utvořili zdejší komunisté a sociální demokraté tzv. Antifašistický akční výbor, který převzal moc jak nad obecními úřady v městě a v okolních obcích, tak v okresním úřadě a odzbrojil zbytky německých branných sil. Tento akční výbor se potýkal s katastrofální humanitární situaci v okresu, kde musel zajistit výživu kromě místních obyvatel i pro 15 000 uprchlíků, válečných zajatců, vězňů apod. a marně žádal spojenecká vojska o pomoc.
Teprve 24. června 1945 vstoupila na základě dohod o definitivním vymezení okupačních zón v Německu do města sovětská armáda a potvrdila členy akčního výboru v jejich funkcích, někteří v nich zůstali i po vzniku NDR. Později se pro tuto epizodu vžilo označení Freie Republik Schwarzenberg (Svobodná republika Schwarzenberg), zpopularizované románem Schwarzenberg od Stefana Heyma z roku 1984.
Po roce 1948 zde byla vybudována první (a jediná) východoněmecká továrna na automatické pračky.